# Satyrus inframilada
Satyrus inframilada är en fjärilsart som beskrevs av Ruggero Verity 1935. Satyrus inframilada ingår i släktet Satyrus och familjen praktfjärilar. Inga underarter finns listade.